# Davide Astori
Davide Astori (ur. 7 stycznia 1987 w San Giovanni Bianco, zm. 4 marca 2018 w Udine) – włoski piłkarz, który występował na pozycji obrońcy. W latach 2011–2017 reprezentant Włoch, brązowy medalista Pucharu Konfederacji 2013.

## Kariera klubowa

### Początki kariery
Karierę piłkarską zaczynał w 1999, w drużynie Pontisola. W 2001 trafił do Milanu. Kiedy ukończył 19 lat klub rozpoczął wypożyczanie gracza, aby miał on szansę na regularną grę.
W 2006 został wypożyczony do grającego w Serie C1, Pizzighettone. W sezonie rozegrał 27 spotkań, w tym dwa w barażach o utrzymanie w lidze i strzelił 1 bramkę. Jego zespół przegrał baraże z Sangiovannese i spadł do Serie C2.
W kolejnym sezonie został ponownie wypożyczony do Serie C1. Tym razem do drużyny Cremonese. Dla tego zespołu zagrał w ligowych rozgrywkach 31 razy. Drużyna zajęła 2. miejsce w tabeli na koniec sezonu, jednak przegrała baraże o awans do Serie B z Cittadellą.

### Cagliari
W 2008 został zawodnikiem Cagliari Calcio, w barwach którego 14 września 2008, w meczu ze Sieną, zadebiutował w Serie A. W debiutanckim sezonie włoski obrońca wystąpił tylko w 10 ligowych pojedynkach, ale w kolejnych rozgrywkach był już podstawowym zawodnikiem zespołu z Sardynii. 31 stycznia 2010 w meczu z Fiorentiną (2:2) zdobył swoją pierwszą bramkę w Serie A. W Cagliari spędził sześć lat rozgrywając w tym czasie 178 spotkań i strzelając 3 bramki.

### AS Roma

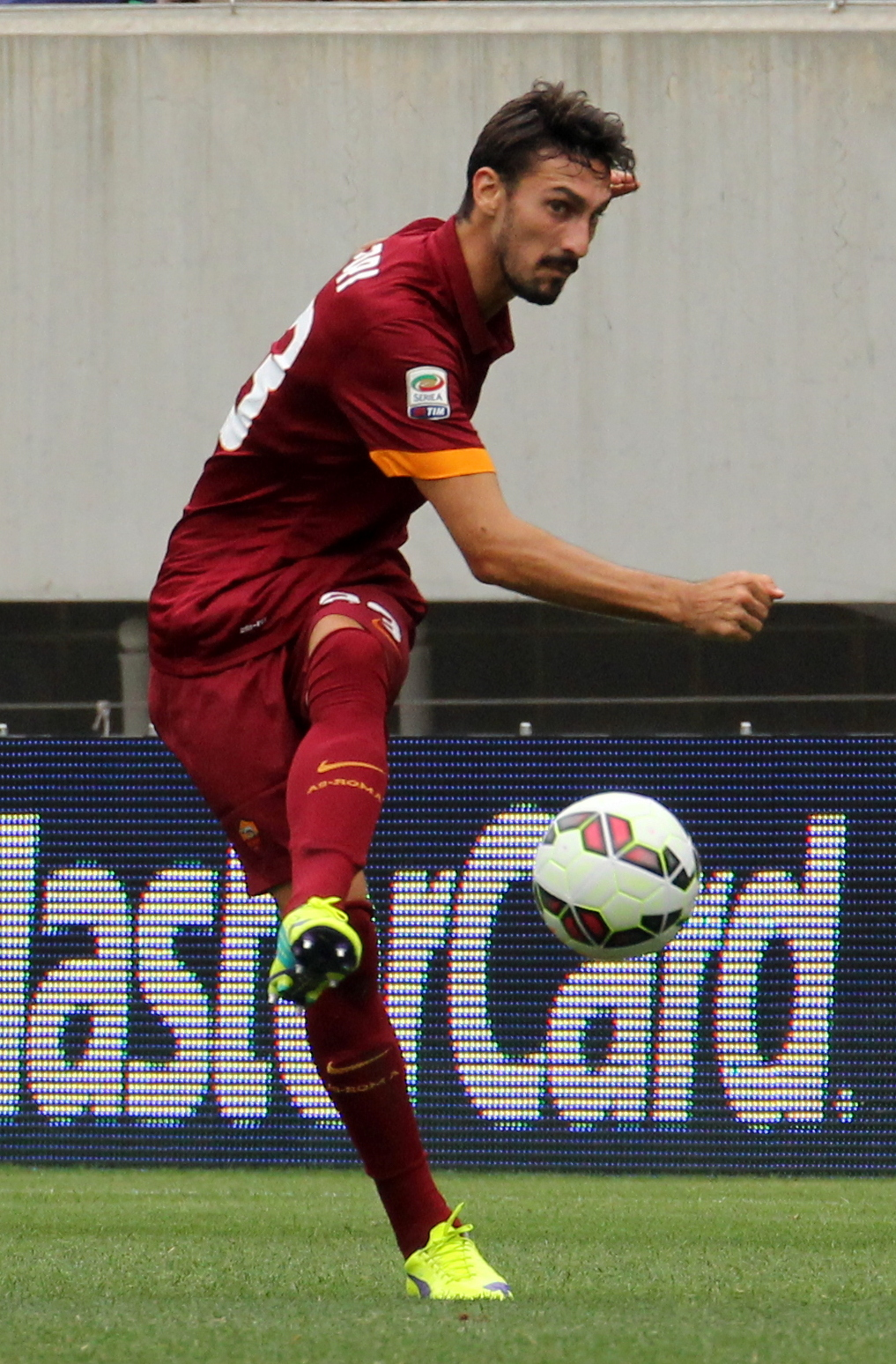
Davide Astori jako piłkarz AS Romy (2014)

24 lipca 2014 został wypożyczony na rok do AS Romy. W nowym klubie zadebiutował 30 sierpnia 2014 w meczu I kolejki Serie A z Fiorentiną (2:0), rozgrywając pełne 90' minut. 17 września 2014 w meczu z CSKA Moskwa, który zakończył się zwycięstwem Romy 5:1, zadebiutował w Lidze Mistrzów. 6 stycznia 2015 zapewniając drużynie wyjazdowe zwycięstwo 1:0 z Udinese Calcio, zdobył swoją pierwszą bramkę dla Romy. W sezonie 2014/15 zagrał łącznie w 30 spotkaniach drużyny ze Stadio Olimpico strzelając 1 bramkę, a po jego zakończeniu powrócił do Cagliari Calcio.

### ACF Fiorentina
4 sierpnia 2015 został wypożyczony na rok z opcją wykupu do ACF Fiorentiny. W drużynie zadebiutował 23 sierpnia 2015 w pierwszej ligowej kolejce z Milanem. W sezonie 2015/16 wystąpił łącznie w 42 spotkaniach swojej drużyny opuszczając jedynie 5 ligowych meczów. Po sezonie, Fiorentina za ok. 3,5 mln euro zdecydowała się wykupić zawodnika, który przez kolejne dwa sezony był filarem i kapitanem drużyny z Florencji. 26 października 2016 w ligowym meczu z FC Crotone (2:2) strzelił swoją pierwszą bramkę dla tego klubu. W barwach Fiorentiny, Astori rozegrał łącznie 109 meczów, w których strzelił 3 bramki. Ostatni raz na boisko wybiegł 25 lutego 2018, prowadząc swoją drużynę do ligowego zwycięstwa z Chievo Verona (1:0).

## Kariera reprezentacyjna
Astori miał za sobą występy w reprezentacji Włoch do lat 18. Zadebiutował w niej 26 października 2004 w przegranym 0:4 spotkaniu z Czechami. W sumie rozegrał dla niej 4 mecze.
W sierpniu 2010 Cesare Prandelli powołał go do seniorskiej reprezentacji Włoch na towarzyski mecz z Wybrzeżem Kości Słoniowej. W drużynie narodowej zadebiutował 29 marca 2011 w wygranym 2:0 towarzyskim meczu z Ukrainą. W 2013 został powołany do kadry na Puchar Konfederacji. Wystąpił na nim w zremisowanym 2:2 pojedynku o 3. miejsce z Urugwajem (wygrana 3:2 po rzutach karnych), w którym strzelił też debiutanckiego gola. Jego ostatnim meczem w reprezentacji było wygrane 1:0 spotkanie eliminacji do Mistrzostw Świata 2018 z Izraelem, rozegrane 5 września 2017 na Stadio Giglio w Reggio nell’Emilia.
W latach 2011–2017 rozegrał 14 spotkań i zdobył 1 bramkę dla Azzurrich.

## Śmierć
Davide Astori zmarł podczas snu, w niedzielę 4 marca 2018, w hotelowym pokoju w Udine, gdzie wraz z drużyną Fiorentiny, przebywał przed wyjazdowym meczem 27. kolejki Serie A z tamtejszą drużyną Udinese.
Decyzją władz ligi wszystkie mecze Serie A i Serie B mające odbyć się tamtego dnia zostały odwołane, a najbliższe spotkania Ligi Mistrzów, Ligi Europy oraz ligi włoskiej poprzedziła minuta ciszy.

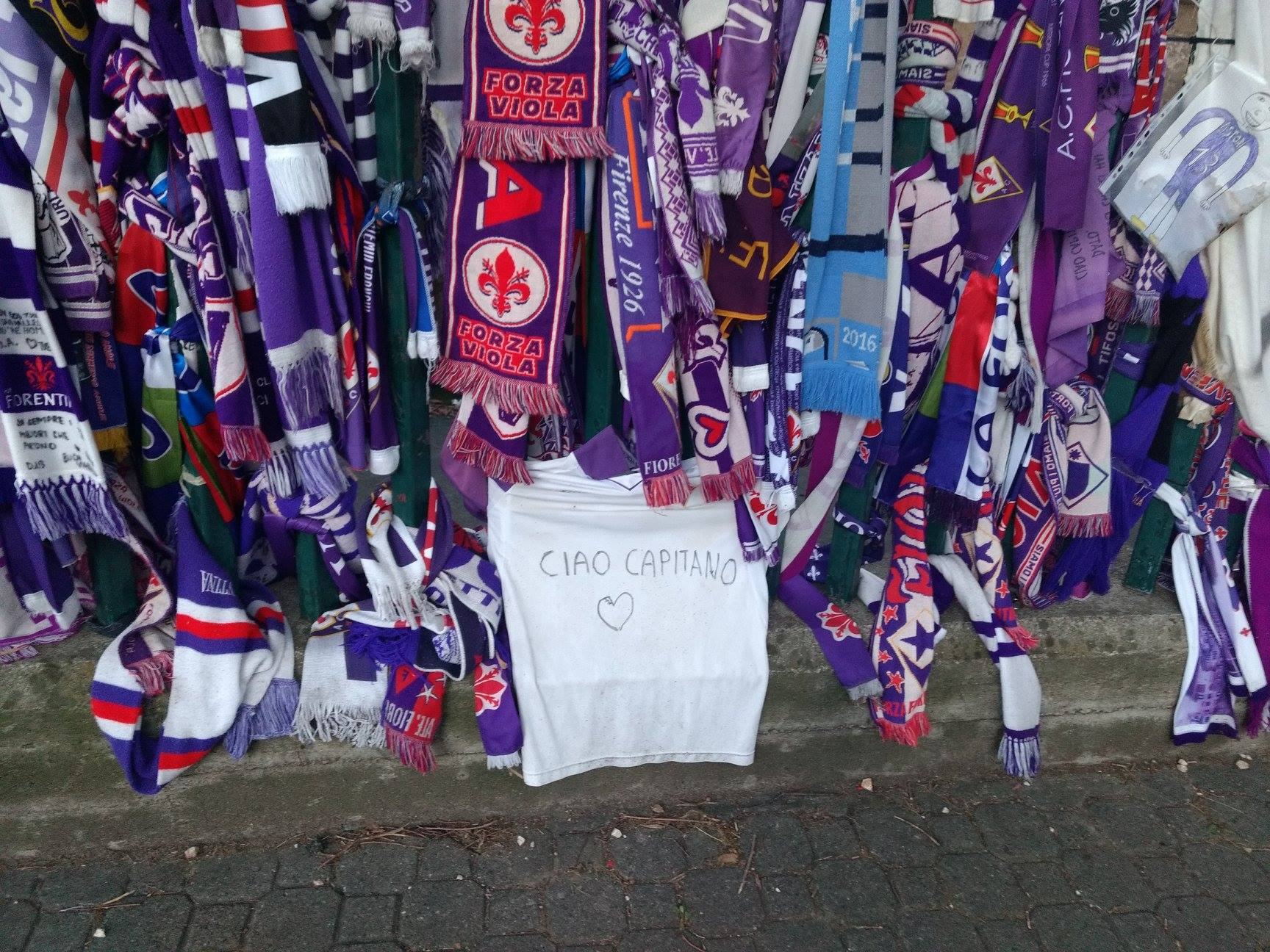
Stadio Artemio Franchi po śmierci Astoriego

Uroczystości pogrzebowe odbyły się 8 marca 2018 w bazylice Santa Croce we Florencji. Po ich zakończeniu, piłkarz został pochowany na cmentarzu w swoim rodzinnym mieście, San Pellegrino Terme. W ceremonii wzięło udział kilkanaście tysięcy osób.

## Upamiętnienie
6 marca 2018, ACF Fiorentina oraz Cagliari Calcio zdecydowały się zastrzec numer 13, z którym w ich barwach występował Astori.

## Statystyki kariery

### Klubowe
| Klub                  | Sezon              | Liga               | Liga  | Liga   | Puchar kraju | Puchar kraju | Europa | Europa | Inne  | Inne   | Suma  | Suma   |
| Klub                  | Sezon              | Liga               | Mecze | Bramki | Mecze        | Bramki       | Mecze  | Bramki | Mecze | Bramki | Mecze | Bramki |
| --------------------- | ------------------ | ------------------ | ----- | ------ | ------------ | ------------ | ------ | ------ | ----- | ------ | ----- | ------ |
| Pizzighettone (wyp.)  | 2006/07            | Serie C1           | 25    | 1      | 0            | 0            | —      | —      | 2     | 0      | 27    | 1      |
| Pizzighettone (wyp.)  | Ogólnie            | Ogólnie            | 25    | 1      | 0            | 0            | —      | —      | 2     | 0      | 27    | 1      |
| Cremonese (wyp.)      | 2007/08            | Serie C1           | 31    | 0      | 0            | 0            | —      | —      | 2     | 0      | 33    | 0      |
| Cremonese (wyp.)      | Ogólnie            | Ogólnie            | 31    | 0      | 0            | 0            | —      | —      | 2     | 0      | 33    | 0      |
| Cagliari Calcio       | 2008/09            | Serie A            | 10    | 0      | 0            | 0            | —      | —      | —     | —      | 10    | 0      |
| Cagliari Calcio       | 2009/10            | Serie A            | 34    | 2      | 1            | 0            | —      | —      | —     | —      | 35    | 2      |
| Cagliari Calcio       | 2010/11            | Serie A            | 36    | 0      | 0            | 0            | —      | —      | —     | —      | 36    | 0      |
| Cagliari Calcio       | 2011/12            | Serie A            | 28    | 1      | 1            | 0            | —      | —      | —     | —      | 29    | 1      |
| Cagliari Calcio       | 2012/13            | Serie A            | 32    | 0      | 1            | 0            | —      | —      | —     | —      | 33    | 0      |
| Cagliari Calcio       | 2013/14            | Serie A            | 34    | 0      | 1            | 0            | —      | —      | —     | —      | 35    | 0      |
| Cagliari Calcio       | Ogólnie            | Ogólnie            | 174   | 3      | 4            | 0            | —      | —      | —     | —      | 178   | 3      |
| AS Roma (wyp.)        | 2014/15            | Serie A            | 24    | 1      | 2            | 0            | 4      | 0      | —     | —      | 30    | 1      |
| AS Roma (wyp.)        | Ogólnie            | Ogólnie            | 24    | 1      | 2            | 0            | 4      | 0      | —     | —      | 30    | 1      |
| ACF Fiorentina (wyp.) | 2015/16            | Serie A            | 33    | 0      | 1            | 0            | 8      | 0      | —     | —      | 42    | 0      |
| ACF Fiorentina        | 2016/17            | Serie A            | 33    | 2      | 1            | 0            | 6      | 0      | —     | —      | 40    | 2      |
| ACF Fiorentina        | 2017/18            | Serie A            | 25    | 1      | 2            | 0            | —      | —      | —     | —      | 27    | 1      |
| ACF Fiorentina        | Ogólnie            | Ogólnie            | 91    | 3      | 4            | 0            | 14     | 0      | —     | —      | 109   | 3      |
| Ogólnie w karierze    | Ogólnie w karierze | Ogólnie w karierze | 345   | 8      | 10           | 0            | 18     | 0      | 4     | 0      | 377   | 8      |

### Reprezentacyjne
| Reprezentacja | Rok     | Mecze | Bramki |
| ------------- | ------- | ----- | ------ |
| Włochy        |         |       |        |
| 2011          | 1       | 0     |        |
| 2012          | 1       | 0     |        |
| 2013          | 5       | 1     |        |
| 2014          | 2       | 0     |        |
| 2015          | 1       | 0     |        |
| 2016          | 3       | 0     |        |
| 2017          | 1       | 0     |        |
| Ogólnie       | Ogólnie | 14    | 1      |

| Mecze i gole w reprezentacji | Mecze i gole w reprezentacji | Mecze i gole w reprezentacji | Mecze i gole w reprezentacji | Mecze i gole w reprezentacji | Mecze i gole w reprezentacji | Mecze i gole w reprezentacji |
| Lp.                          | Data                         | Miejsce                      | Przeciwnik                   | Wynik                        | Gol                          | Rozgrywki                    |
| ---------------------------- | ---------------------------- | ---------------------------- | ---------------------------- | ---------------------------- | ---------------------------- | ---------------------------- |
| 1.                           | 29.03.2011                   | Kijów, Ukraina               | Ukraina                      | 2:0                          |                              | towarzyski                   |
| 2.                           | 15.08.2012                   | Berno, Szwajcaria            | Anglia                       | 1:2                          |                              | towarzyski                   |
| 3.                           | 06.02.2013                   | Amsterdam, Holandia          | Holandia                     | 1:1                          |                              | towarzyski                   |
| 4.                           | 11.06.2013                   | Rio de Janeiro, Brazylia     | Haiti                        | 1:1                          |                              | towarzyski                   |
| 5.                           | 30.06.2013                   | Salvador, Brazylia           | Urugwaj                      | 2:2 (k. 5:4)                 |                              | Puchar Konfederacji 2013     |
| 6.                           | 06.09.2013                   | Palermo, Włochy              | Bułgaria                     | 1:0                          |                              | el. MŚ 2014                  |
| 7.                           | 15.10.2013                   | Neapol, Włochy               | Armenia                      | 2:2                          |                              | el. MŚ 2014                  |
| 8.                           | 04.09.2014                   | Bari, Włochy                 | Holandia                     | 2:0                          |                              | towarzyski                   |
| 9.                           | 09.09.2014                   | Oslo, Norwegia               | Norwegia                     | 2:0                          |                              | el. ME 2016                  |
| 10.                          | 12.06.2015                   | Split, Chorwacja             | Chorwacja                    | 1:1                          |                              | el. ME 2016                  |
| 11.                          | 24.03.2016                   | Udine, Włochy                | Hiszpania                    | 1:1                          |                              | towarzyski                   |
| 12.                          | 01.09.2016                   | Bari, Włochy                 | Francja                      | 1:3                          |                              | towarzyski                   |
| 13.                          | 15.11.2016                   | Mediolan, Włochy             | Niemcy                       | 0:0                          |                              | towarzyski                   |
| 14.                          | 05.09.2017                   | Reggio Emilia, Włochy        | Izrael                       | 1:0                          |                              | el. MŚ 2018                  |

## Sukcesy

### Reprezentacyjne
- 3. miejsce w Pucharze Konfederacji: 2013